# Меријам (Канзас)
Меријам (енгл. Merriam) град је у америчкој савезној држави Канзас.

## Демографија
По попису из 2010. године број становника је 11.003, што је 5 (0,0%) становника мање него 2000. године.
| Група             | 2000.         | 2010.         |
| Белци             | 9.526 (86,5%) | 8.590 (78,1%) |
| Афроамериканци    | 443 (4,0%)    | 666 (6,1%)    |
| Азијати           | 230 (2,1%)    | 282 (2,6%)    |
| Хиспаноамериканци | 596 (5,4%)    | 1.176 (10,7%) |
| Укупно            | 11.008        | 11.003        |